# Juan Perea Capulino
Juan Perea Capulino (1890-1967) fue un destacado militar español que participó en la guerra civil española en el bando republicano. Originario de la escala de la tropa, llegó a general y mandó el Ejército del Este en la fase final de la guerra, acción por la que más se le recueda.

## Brigada

### Primeros años y formación militar
Ingresó en el Ejército con 16 años como soldado, y a los 27 ya era teniente, debiéndose esto en gran parte de los ascensos por méritos de guerra. Luchó en la guerra del Rif, en donde estuvo 15 años. Gravemente herido, pidió el traslado a la península, donde participó en una célebre conspiración, la Sanjuanada (1926) para derribar al dictador Primo de Rivera, lo que le costó una condena de 6 años de prisión en el castillo de Montjuich. A pesar de esta brillante carrera, y de su ideología republicana, se retiró del Ejército con el rango de capitán en 1932.

### Guerra civil española
Con la sublevación militar de julio de 1936 vuelve al servicio para defender a la República. Su primera actuación se produce en la Sierra de Guadarrama, al frente de una columna con su nombre que defiende el puerto de Lozoya, ya el 21 de julio. La lucha por dicho paso será sangrienta para ambos bandos, y a finales de septiembre los rebeldes habrán ocupado el puerto y el pueblo de Lozoya. Mientras lucha en la sierra, es ascendido a comandante el 6 de agosto.
El 6 de diciembre de 1936 releva con su columna a las fuerzas de José María Galán en el sector de Pozuelo de Alarcón-Húmera. No llega a participar en la 2.ª batalla de la Carretera de la Coruña (13-19 de diciembre) porque la XI Brigada Internacional soporta todo el ataque en Boadilla del Monte. El 31 de diciembre es nombrado jefe de la 5.ª División, que defiende la carretera de La Coruña, al norte de Madrid. Él y su 5.ª División participan activamente en la Tercera batalla de la carretera de La Coruña (2-16 de enero de 1937), conteniendo el avance rebelde hacia Madrid con grandes bajas.
El 26 de abril cesa en el mando de la 5.ª División y pasa a dirigir el IV Cuerpo de Ejército hasta octubre de 1937.
El 23 de octubre de 1937 pasa a mandar el XXI Cuerpo de Ejército (reserva al Norte del Ebro, en torno a Lérida). La contraofensiva rebelde sobre Teruel hizo que se desplazara con su unidad al sector de Montalbán, sirviendo de enlace entre el Ejército del Este y el Ejército de Levante (8 de febrero de 1938). Cuando en el mes de marzo se inicia la ofensiva rebelde hacia el mar, el XXI Cuerpo de Ejército de Perea será el único que resistirá, hasta que al verse sobrepasado por sus flancos tenga que retirarse. En estas fechas es ascendido a teniente coronel por su brillante actuación al frente del XXI Cuerpo en medio del desastre republicano en Aragón.
El 30 de marzo de 1938 abandona la dirección XXI Cuerpo para sustituir a Pozas al frente del Ejército del Este, que se encuentra en completamente desorganizado y en plena desbandada. No pudo evitar la pérdida Lérida a principios de abril, pero conseguirá detener la ofensiva a mediados de mes en el río Noguera Pallaresa. Ya en el mes de mayo participa en la Ofensiva sobre el Noguera Pallaresa (Sort, Tremp, Balaguer y Serós). Cuando se produjo la ofensiva sobre Cataluña sus unidades del Ejército del Este mostraron una gran cohesión, resistiendo en líneas generales más que las del Ejército del Ebro (cuyas unidades se encontraban muy quebrantadas después de la Batalla del Ebro, aunque finalmente tuvo que ceder posiciones y emprender la retirada hacia el norte. El 15 de enero de 1939 es ascendido a coronel, pasando la frontera francesa a principios de febrero junto a los restos de sus tropas y con toda la masa de población que huía.

### Vida y actividad en el exilio
Al finalizar la guerra civil se exilia a México en 1942, en donde participa en organizaciones conspirativas contra Francisco Franco, manteniendo vivo el espíritu de la República. Es ascendido a general. En 1967 estaba en Argelia conspirando, cuando falleció de un ataque al corazón.

## Biografía
La valoración que hace de él Ramón Salas Larrazábal es positiva: “era un hombre de elevada estatura y complexión robusta, con aspecto noble y que como todo buen jefe se conformaba con los medios de que disponía y no importunaba a sus mandos superiores con peticiones que sabía no era posible atender”. Perteneció al Partido Republicano Federal, que nunca abandonó, si bien mostró mucha simpatía hacia los anarquistas y bastante animadversión hacia los comunistas.